# Fasterholt
Fasterholt er en landsby 9 km nord for Brande i Midtjylland med 334 indbyggere  (2025).  Byen hører til Fasterholt Sogn, Herning Kommune, Region Midtjylland.
5 km sydvest for Fasterholt passerer Midtjyske Motorvej forbi.
Midt i byen findes Fasterholt Kirke fra 1897.
Fasterholt havde 1973-79 et trinbræt på Vejle-Holstebro-banen, der passerer tværs gennem byen.
I den tidligere kommunalskole er der privat vuggestue og børnehave.
1 km sydvest for byen findes en flyveplads for drageflyvere.
Byen er kendt for Fasterholt Maskinfabrik, der producerer vandingsmaskiner, som ses overalt på marker i Danmark, samt tapning af mineralvand i virksomheden Aqua d’Or Mineral Water A/S og DOT (Dansk Overfladeteknik, tidligere Herning Galvanisering).